# 1-es főút
Die 1-es főút (egyes főút) ist eine ungarische Hauptstraße. Sie führt von Budapest bis zur österreichischen Grenze bei Hegyeshalom. Dort mündet sie in die österreichische B10 und führt von dort weiter bis nach Wien.
Die Gesamtlänge der Straße beträgt 177 Kilometer und ist heute der ungarischen M1 nachrangig.